# Нілдесон да Сілва Мело
Нілдесон да Сілва Мело (порт. Nildeson da Silva de Melo), відомий як Ненеї (порт. Nenei, нар. 29 жовтня 1968, Ріо-де-Жанейро) — бразильський і сальвадорський футболіст, що грав на позиції нападника, зокрема за національну збірну Сальвадору.
Походить із великої футбольної родини, його чотири рідні брати також були професійними футболістам, найвідоміжим з яких є Жілберту, учасник двох чемпіонатів світу у складі національну збірну Бразилії.

## Клубна кар'єра
Вихованець клубної структури «Греміо». Дорослу кар'єру розпочав 1989 року у сальвадорській команді «Луїс Анхель Фірпо», після чого грав там же за «Атлетіко Марте».
Протягом 1992–1993 років грав у Коста-Риці за «Ередіано», після чого перебрався до Мексики, де грав за «Толуку», «Коррекамінос» та «Торос Неса».
1997 року повернувся до Сальвадору, де грав до завершення кар'єри, захищаючи кольори «Луїс Анхель Фірпо» та «Чалатенанго», а завершував ігрову кар'єру 2005 року в «Атлетіко Бальбоа».

## Виступи за збірну
Повернувшись 1997 року до Сальвадору прийняв пропозицію захищати кольори національної збірної цієї країни і протягом наступних восьми років провів у її формі 10 матчів, забивши 3 голи.